# Hadena praecontigua
Hadena praecontigua är en fjärilsart som beskrevs av Turati 1933. Hadena praecontigua ingår i släktet Hadena och familjen nattflyn. Inga underarter finns listade i Catalogue of Life.